# III основно училище „Димитър Благоев“
III ОУ „Димитър Благоев“ е основно училище в град Шумен, разположено на адрес: ул. „Харалан Ангелов“ № 17А. Директор на училището е Веселина Николова.